# Plátano Macho (banda)
Plátano Macho fue una banda de hip-hop, rap y funk de Uruguay producida por Gabriel Casacuberta (Clecter) y Andrés Pérez Miranda (Androoval), que se formó a mediados de la década de 1990, conformada por: SPD González, Choniuk, LSPiano aka Supervielle, A/PM aka Androoval(www.androoval.tk) y Clecter. La banda editó en 1998 el álbum The Perro Convention con el sello argentino PolyGram. El primer sencillo de ese disco, “Pendeja” fue incluido en la programación habitual de la radio Rock&Pop, del canal MTV latino y también en la compilación MTV Lingo, donde figuraban entre otras, bandas como Cypress Hill,Tiro de gracia, Molotov y Control Machete.
Entre sus integrantes estaba LSPiano y Clecter, actuales músicos del colectivo Bajofondo Tango Club y Androoval, actual productor musical de Androoval Trio, Family Doctors y DubAlkolikz.

## Discografía
Plátano Macho (álbum) (1993) (solo en Argentina)
Este disco contaba con 17 temas 
La lista de temas es:
1. - Plátano Macho
2. - Chiche Bombón
3. - Fingiendo
4. - Parque Rodó
5. - Mongo
6. - Apretando contra la pared
7. - Odalisca
8. - Chocolate & Mambo
9. - Paraliza
10. - La marcha
11. - Bakin
12. - El Tulipán
13. - .mp3
14. - Ganesha
15. - Malvin Island
16. - Atomix
17. - In the summertime - La calabaza del amor

- The Perro Convention (1998)

Este disco contaba con 19 temas y como adicional el vídeo del tema "La Granja" (Track N.º 10).
La lista de temas es:
1. - Pinorton.
2. - That Is A Way.
3. - Inspector Clouseau Theme (I - Life In Hell).
4. - Maestro Ninja.
5. - Pendeja.
6. - No Tiren.
7. - Roberto.
8. - T-Músculo.
9. - Monarca.
10. - La Granja.
11. - XQ'Tan Pesado.
12. - Pull Me On.
13. - Dr. Pa Dig.
14. - Chimp Onassid.
15. - Inspector Clousseau Theme (II - Life In Heaven).
16. - Poligarcha.
17. - Phreacs '69.
18. - Come Now.
19. - Funky Cousins.

Un disco inédito: "Puntas de Chafalote"
y un corto documental con el mismo nombre.
(www.myspace.com/PlatanoMacho)
- Datos: Q6080941